# Alexandre André Tellet-Larente
Alexandre André Tellet-Larente, né le 19 août 1904 à Bordeaux, et mort le 27 janvier 1939  sur le village de Knapsack, près de Cologne, est un aviateur français, pionnier dans les essais de vol sans visibilité (radiogoniométrie), et pilote de l’Aéropostale en 1929.

## Biographie
Alexandre André Tellet-Larente est un pionnier de l’aviation française dans le domaine du vol sans visibilité, il expérimente de nouveaux types d’instruments (radiogoniométrie). Il devient millionnaire de kilomètres le 12 mai 1937 ; il totalisera 7 300 heures de vol et 1 300 000 km durant sa carrière de pilote chez Air France. Son collègue et ami Pilote, Georges Bouchard lui dédiera quelques pages dans son livre La ronde s’arrête en 1971, ainsi que le célèbre journaliste (Jacques Mortane) dans ses chroniques de « La Vie Aérienne ». Il a deux sœurs et un frère jumeaux, Jeanne, Georgette et Georges.Il s’engage à Angoulême dans l’Armée de l’Air à l’âge de 19 ans le 5 janvier 1923. Il obtient le brevet de pilote militaire en 1925.

## Un pilote légendaire
Il faisait partie du 21e régiment de bombardement de Nancy. La nuit, par une tempête épouvantable, on décida d’envoyer une escadrille jusqu’à Paris. Étrange idée ! Il y eut des appareils brisés. Des blessés et même un mort. Un seul pilote réussit à faire l’aller et retour : ce fut Alexandre André Tellet-Larente. Il avait eu l’audace après l’échec de l’escadrille et malgré les souffrances supportées dans la lutte contre les éléments, de demander la permission de repartir à son colonel qui lui répondit : « je vous accorde un quart d’heure : passé ce délai, je vous ordonne de rester ». Dix minutes plus tard, le pilote avait repris son essor au milieu de l’émotion générale. Chacun ayant la conviction qu’il allait se tuer. « La Vie Aérienne » no 145 du 8 février 1939 (Jacques Mortane). Jacques Mortane écrira ; « J’avais une profonde affection pour ce jeune mousquetaire de l’espace au regard perçant, au sourire ironique même dans les coups durs, à la parole vive mais toujours pleine de spirituelle fantaisie ».

## Dernier vol
Il s’est tué le 27 janvier 1939 aux environs de Cologne, il était millionnaire de kilomètres. Il comptait parmi les plus remarquables, les plus sûrs d’Air France. Il a été victime du pilotage sans visibilité ; une aile dans la brume a heurté une cheminée de 80 mètres faisant 6 morts.

## Distinctions
Il est fait chevalier de la Légion d’honneur par le président de la république le 3 février 1937.

## Filmographie
En 1939, il joue dans le film Serge Panine auprès de l’actrice Françoise Rosay. Il joue au cinéma ce qu’il fait dans la vie de tous les jours, son métier de pilote.